# Spanning-rekdiagram

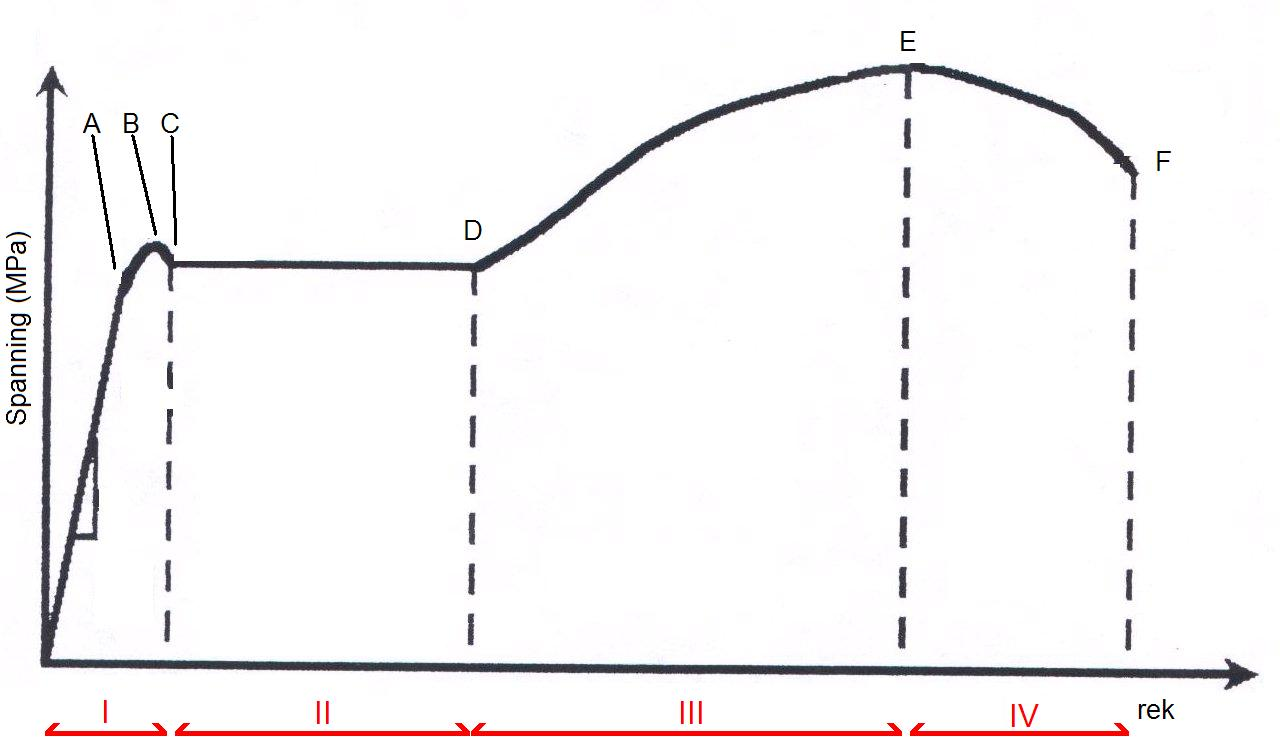
Spanning-rekdiagram van zacht staal. Met in het zwart letters bij de grenswaarden en in het rood romeinse getallen bij de gebieden.

Spanning-rekdiagram van een ductiel materiaal.
2: proportionaliteitsgrens,
3: elasticiteitsgrens,
4: 0,2%-rekgrens.

Het spanning-rekdiagram (ook wel trek-rekkromme, trekcurve of trekkromme) is een diagram, waarin de spanning {\textstyle (\sigma )} als gevolg van een trekkracht op een materiaal wordt uitgezet tegen de relatieve rek {\textstyle (\varepsilon )}, de verlenging als percentage van de oorspronkelijke lengte. Een dergelijke curve kan worden opgenomen met een trekbank.
In de bovenste figuur is in een spanning-rekdiagram het eindresultaat weergegeven van een trekproef die is uitgevoerd op zacht staal.

## Materiaaleigenschappen
Het spanning-rekdiagram geeft een waarde aan de volgende mechanische materiaaleigenschappen:
- Sterkte: proportionaliteitsgrens, elasticiteitsgrens, vloeigrens ( {\displaystyle \sigma _{Y}}of A, B, C) en treksterkte ( {\displaystyle \sigma _{UTS}} of E).
- Elasticiteit (stijfheid): elasticiteitsmodulus ( {\displaystyle E} ).
- Ductiliteit (vervormbaarheid): rekgrens ({\displaystyle \varepsilon _{0,2\%}} of B), breukrek ( {\displaystyle \varepsilon _{f}} of F).
- Type breuk, oftewel bros of ductiel: breukrek ( {\displaystyle \varepsilon _{f}} of F).
- Brosheid en taaiheid: vervormings- of breukenergie (oppervlakte onder curve).

## Legenda
In het figuur is met zwarte letters de grenswaarden aangegeven:
- O: Vanaf de oorsprong tot A loopt de curve lineair en geldt de Wet van Hooke voor de richtingscoëfficiënt van de curve:

{\displaystyle E={\frac {\sigma }{\varepsilon }}}  , waarbij
- {\displaystyle \sigma } de aangebrachte rekspanning,
- {\displaystyle \varepsilon } de rek,
- {\displaystyle E} de elasticiteitsmodulus.

- A: proportionaliteitsgrens, boven dit punt is de rek niet meer lineair afhankelijk van de spanning.
- B: elasticiteitsgrens: bovenste vloeigrens, boven deze grens vervormt het materiaal plastisch.
- C: (onderste) vloeigrens ( {\displaystyle \sigma _{Y}}: van Yield): hier start het materiaal met vloeien.

Praktisch gezien vallen de punten A, B en C samen: enkel de bovenste vloeigrens wordt gegeven.
- D: start verstevigen,
- E: treksterkte ({\displaystyle \sigma _{UTS}}: van Ultimate Tensile Strength),
- F: breuk.

In de figuur zijn in het rood de vier gebieden van de spanning-rekdiagram gegeven:
- I: elastisch gebied. Als de trekkracht van het materiaal wordt af gehaald, zal het materiaal weer in de oorspronkelijke toestand terugkeren. De helling van dit stuk is een maat voor de elasticiteitsmodulus.
- II: vloeien. In dit gebied kan men stellen dat het materiaal als een vloeistof reageert: de rek verandert onder quasi constante spanning.
- III: versteviging. In dit gebied zal het materiaal door het lopen van dislocaties verstevigen.
- IV: insnoering. In het gebied I+II+III zal het materiaal al zijdelings verkorten (door het poisson-effect), vanaf E zal de proefstaaf op een bepaalde plaats erg binnen insnoeren. In dat gebied zal de spanning blijven stijgen, tot het proefstuk bezwijkt.

## Ware en nominale curve
Buiten de plaats waar de dwarsdoorsnede insnoert, daalt de spanning. Het materiaal bezwijkt echter wel degelijk op een (ware) spanning hoger dan de {\displaystyle \sigma _{UTS}} Dit komt door het feit dat de insnoering de dwarsdoorsnede verkleint. De werkelijke spanning en rek in het materiaal heten de ware spanning en ware rek. De gemeten waarden worden de nominale spanning en nominale rek genoemd. Er is een duidelijk verschil in de curve voor de ware situatie en de berekende situatie. De werkelijke situatie van de spanning-rekdiagram is in het blauw weergeven en de berekende spanning-rekdiagram in het rood.
De spanning {\displaystyle \sigma } wordt berekend door:
{\displaystyle \sigma ={\frac {F}{A}}}  , waarbij:
- {\displaystyle F} de aangebrachte trekkracht op de trekstaaf
- {\displaystyle A} de dwarsdoorsnede van de trekstaaf

De aangebrachte trekkracht op de trekstaaf wordt op een constante manier geleidelijk verhoogd. Wanneer de dwarsdoorsnede van de trekstaaf krimpt door de insnoering zal de berekende spanning dus dalen.

## Oppervlakte onder curve
Verder is de oppervlakte onder de curve een maat voor de taaiheid, ofwel hoeveel energie het materiaal kan opnemen. Een bros materiaal zal slechts een klein oppervlak, geen insnoering en niet of nauwelijks plastische deformatie weerstaan voor de brosse breuk plaatsvindt. 
Een ander materiaal (mogelijk eveneens een staalsoort) geeft een andere rek-spanningdiagram. Zoals de eerste grafiek van zacht staal is afgebeeld is standaard voor een taai materiaal. De positie van A, B en C uit het eerste figuur is in werkelijkheid veel minder duidelijk voor dit type materiaal. Het elastisch gebied is voor zacht staal maar een fractie van het hele diagram, de rekgrens ({\displaystyle \varepsilon _{0,2\%}} is circa 0,2%. Dit terwijl de totale rek, oftewel de breukrek ( {\displaystyle \varepsilon _{f}} of F) ligt bij ca. 25%.
Voor een bros of steenachtig materiaal is een materiaal dat weinig rekt en bij benadering niet plastisch vervormt, maar breekt, zoals glas of keramiek, zijn D en E niet gedefinieerd; F valt samen met A,B en C. Bij een dergelijk materiaal zal de druksterkte een stuk hoger liggen dan de treksterkte E, bijvoorbeeld beton dat een druksterkte van 52 MPa heeft kan een treksterkte van circa 6 MPa hebben.

## Niet-metalen
Hieronder staan de spanning-rek diagrammen van enkele niet-metalen (polymeren).
Let wel op: De vorm van een spanning-rek diagram is echter sterk afhankelijk van de temperatuur, zeker wat betreft polymeren.
Kleine rek vóór breken: bakeliet en nylon:

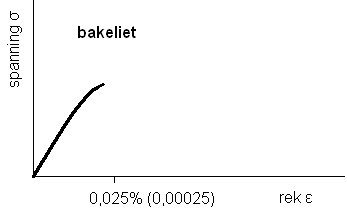
bakeliet

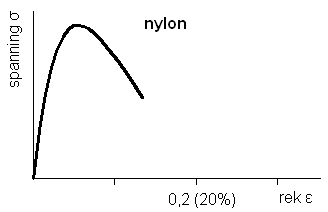
nylon

Grote rek vóór breken: polyetheen en rubber:

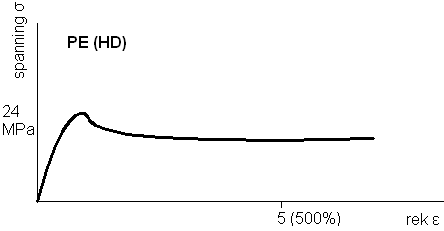
hoge dichtheid polyetheen

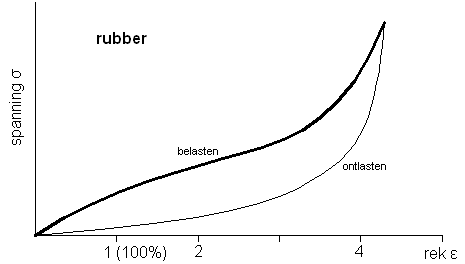
rubber